# Simulium schoenemanni
Simulium schoenemanni är en tvåvingeart som beskrevs av Günther Enderlein 1934. Simulium schoenemanni ingår i släktet Simulium och familjen knott. Inga underarter finns listade i Catalogue of Life.